# Střížovice (Zlín)
Střížovice é uma comuna checa localizada na região de Zlín, distrito de Kroměříž.